# 十段戦 (麻雀)
十段戦（じゅうだんせん）は、（株）JPMLが主催、日本プロ麻雀連盟が大会運営、龍龍と日本プロ麻雀連盟チャンネルの協力で開催している麻雀のタイトル戦である。

## 概要
- 出場資格：日本プロ麻雀連盟員。
- ルール：日本プロ麻雀連盟公式ルール（2016年までは連盟Aルールの名称だった）。

若手や女流プロといった低段位者には、条件の厳しいタイトルである。
- 初段戦トライアル：初段の東京本部所属プロが参加し、成績の良い4割近くの同所属プロが二段戦へ。
- 二段戦トライアル：初段戦トライアルで生き残った東京本部所属プロと二段の同所属プロが参加し、成績の良い4割近くの同所属プロが三段戦へ。

（二段戦もトーナメントの場合有り、三段戦からはトーナメント）
- 地方予選初～三段戦：第36期から新設された地方本部所属でかつ段位が三段までのプロ限定の予選。三段戦を勝ち上がった同所属プロが翌日までに東京に移動して四段戦に挑む。

これを三段戦（東京本部所属プロのみ）、四段戦（地方予選三段戦勝ち上がりプロを含む。四段戦Sを行う場合もある）、五段戦（JPML WRCリーグ優勝者を含む）、六段戦（現女流桜花及びプロクイーンを含む）、七段戦、八・九段戦（現王位、マスターズ、歴代十段位を含む）、九段戦S（G1タイトル獲得歴のある九段及び現鳳凰位を含む）と繰り返し、12名を選出。
これに前年度決勝進出者4名を加えた16名で決勝トーナメントを戦う。
ニコニコ生放送とFRESH LIVE（2020年10月からOPENREC.TV）の連盟チャンネルで生配信される決勝トーナメント（ベスト16・ベスト8）からは半荘5回戦で同卓上位2名勝ち上がりのトーナメント戦を2度行い、決勝進出の4名を決定する。第36期以降は五～九段戦Sのうち注目カードを連盟チャンネルで生配信している他、第38期以降はABEMA 麻雀チャンネルでも決勝戦の全日程を生配信している（第41期からはベスト8全卓も生配信を開始した）。
決勝戦はトーナメント勝ち上がりの4名に現十段位を加えた5名で行う。
- 半荘5回戦（抜け番あり）の1日と半荘5回戦（抜け番あり）＋半荘2回戦の7回戦の1日、合計2日間で半荘12回戦。（2010年まで）
- 2011年の第28期より、決勝戦は初日と二日目に半荘4回戦（抜け番あり）を、最終日は半荘2回戦（抜け番あり）＋半荘2回戦（最下位を除く4名）の4回戦の合計3日間での半荘12回戦で争われることとなった[2]。
- 1回戦～5回戦の抜け番は対局前の抽選で選択順を決定し、6回戦～10回戦の抜け番は５回戦終了時の成績上位者から選択できる。
- 半荘10回戦での成績で、総合ポイントの最下位を除く4名で残り半荘2回戦を行う。最終12回戦は連盟規則により立家から11回戦終了時の2位、同3位、同4位、同首位の順で親が回る。
- 全12回戦を終えた時の総合ポイントのトップがその年度の十段位となる他、優勝賞金として180万円が授与される[3]。

## 歴代十段位
- 第1期  1984年 畑正憲
- 第2期  1985年  鈴木ひろし
- 第3期  1986年  畑正憲 (2)
- 第4期  1987年  畑正憲 (3)
- 第5期  1988年 瀬田一輝
- 第6期  1989年 安藤満
- 第7期  1990年 滝石潤
- 第8期  1991年 石崎洋
- 第9期  1992年 灘麻太郎
- 第10期  1993年  石崎洋 (2)
- 第11期  1994年 田中利春
- 第12期  1995年  田中利春 (2)
- 第13期  1996年 沢崎誠
- 第14期  1997年 前原雄大
- 第15期  1998年  前原雄大 (2)
- 第16期  1999年 藤崎智
- 第17期  2000年  灘麻太郎 (2)
- 第18期  2001年 石崎洋 (3)
- 第19期  2002年 河野高志（現RMU）
- 第20期  2003年  河野高志 (2)
- 第21期  2004年  河野高志 (3) ※史上初の三連覇
- 第22期  2005年 土田浩翔 （現最高位戦）
- 第23期  2006年  土田浩翔 (2)
- 第24期  2007年  前原雄大 (3)
- 第25期  2008年  前原雄大 (4)
- 第26期  2009年  前原雄大 (5) ※史上２人目の三連覇
- 第27期  2010年 堀内正人（現フリー）
- 第28期  2011年 瀬戸熊直樹
- 第29期  2012年  瀬戸熊直樹 (2)
- 第30期  2013年  瀬戸熊直樹 (3) ※史上３人目の三連覇
- 第31期  2014年 櫻井秀樹
- 第32期  2015年 柴田吉和
- 第33期  2016年  藤崎智 (2)
- 第34期  2017年  藤崎智 (3)
- 第35期  2018年 内川幸太郎
- 第36期  2019年 伊藤優孝
- 第37期  2020年  柴田吉和 (2)
- 第38期  2021年 荒正義 ※史上初のグランドスラム（連盟G1タイトル完全制覇）
- 第39期  2022年 魚谷侑未 ※女流プロでは初の優勝
- 第40期  2023年 三浦智博
- 第41期  2024年  三浦智博 (2)